# Marius van Altena
Marius van Altena (geboortenaam Marius Hendrikus Schweppe, Amsterdam, 10 oktober 1938) is een Nederlands tenor en dirigent.

## Levensloop
Marius van Altena heeft zijn muzikale opleiding genoten aan het Conservatorium van Amsterdam.
Hij heeft zich gespecialiseerd als concert- en oratoriozanger, meer bepaald in werken van het barokrepertoire. Hij werd aangezocht voor uitvoeringen in Duitsland, Engeland, Spanje, Italië, Zwitserland, Japan, Australië, Mexico en de Verenigde Staten. Hij is ook opgetreden in barokopera's:
- Eumilio door Agazzari, Holland Festival, 1974
- Seelewig door Sigmund Gottlieb Staden, Holland Fesdtival, 1974
- L'Isle de Merlin door Gluck, 1980
- Van 1980 tot 1984 maakte hij deel uit van de groep 'Spectaculum' in Wenen die opera's uitvoerde van Johann Joseph Fux, keizer Leopold I en Francesco Bartolomeo Conti.

Hij werkte samen met David  Willcocks, Gerhard Schmidt-Gaden, Gustav Leonhardt, Tölzer Knabenchor, René Jacobs, Heinz Hennig, Hannover Boys Choir, Walter Gampert, Paul Esswood, Max van Egmond, Collegium Vocale, King's College Choir Cambridge, Leonhardt Consort.  Ook was hij lid van ensembles voor uitvoering van oude muziek (van voor 1650): Syntagma Musicum,  onder leiding van Kees Otten, en later het Huelgas Ensemble onder leiding van Paul Van Nevel.

Van Altena was docent aan de conservatoria van Den Haag en Tilburg. Vanaf circa 1985 trad hij ook op als dirigent.
In 1999 en 2005 was hij jurylid voor de wedstrijden barokinstrumenten en zang in het kader van het Festival Musica Antiqua in Brugge

## Discografie
Van Altena heeft meegewerkt aan heel wat platenopnamen, o.m.
- Cantates van Johann Sebastian Bach
- Thamos, König von Ägypten van Wolfgang Amadeus Mozart
- Il figliuol prodigo van keizer Leopold I
- Vocaal werk van Claudio Monteverdi
- Oratorio's van Giacomo Carissimi
- Cantates van Dietrich Buxtehude.

- Biblioteca Nacional de España: XX5063200
- Bibliothèque nationale de France: cb139502748 (data)
- CiNii: DA12294587
- Gemeinsame Normdatei: 134313577
- International Standard Name Identifier: 0000 0001 1872 681X
- Library of Congress Control Number: n83174802
- MusicBrainz: 6090f0da-261d-44b0-8d0c-a1f38ce0b309
- Nationale Bibliotheek van Israël: 987007451241805171
- Nederlandse Thesaurus van Auteursnamen: 098195786
- Système universitaire de documentation: 159313384
- Virtual International Authority File: 7580019
- WorldCat: E39PBJwmTqCrwc6Q7rQhbt3CwC